# Ким Иль Ён
Ким Иль Ён (также известен как Ким Иль); род. 25 июля 1971; Корейская Народно-Демократическая Республика — северокорейский борец вольного стиля, двукратный олимпийский чемпион (1992 и 1996), призёр чемпионата мира, трёхкратный чемпион Азии. Первый северокорейский олимпийский чемпион по борьбе.

## Биография
Занимался борьбой с 1983 года. В 1991 году стал чемпионом мира в возрастной категории espoir, а на чемпионате мира среди взрослых стал вторым. В 1992 году победил на чемпионате Азии.
На летних Олимпийских играх 1992 года в Барселоне боролся в категории до 48 килограммов (первый наилегчайший вес). Участники турнира, числом в 20 человек в категории, были разделены на две группы. За победу в схватках присуждались баллы, от 4 баллов за чистую победу и 0 баллов за чистое поражение. В каждой группе определялись пять борцов с наибольшими баллами (борьба проходила по системе с выбыванием после двух поражений) и они разыгрывали между собой места с первое по восьмое. Победители групп встречались в схватке за первое-второе места, занявшие второе место — за третье-четвёртое места и так далее. Ким Иль Ён, победив во всех схватках, стал чемпионом олимпийских игр.
| Круг  | Соперник         | Страна               | Результат | Основание      | Время схватки |
| ----- | ---------------- | -------------------- | --------- | -------------- | ------------- |
| 1     | Вугар Оруджев    | Объединённая команда | Победа    | 9-5 (3 балла)  |               |
| 2     | Альдо Мартинес   | Куба                 | Победа    | 7-6 (3 балла)  |               |
| 3     | Мариан Аврамов   | Болгария             | Победа    | 3-0 (3 балла)  |               |
| 4     | Рейнер Хойгабель | Германия             | Победа    | Туше (4 балла) | 4:09          |
| 5     | -                | -                    | -         | -              |               |
| Финал | Ким Чон Син      | Республика Корея     | Победа    | 4-1 (3 балла)  |               |

В 1993 и 1996 годах вновь выигрывал чемпионаты Азии.
На Летних Олимпийских играх 1996 года в Атланте боролся в категории до 48 килограммов (первый наилегчайший вес). После первого круга, борцы делились на две таблицы: победителей и побеждённых. Победители продолжали бороться между собой, а побеждённые участвовали в утешительных схватках. После двух поражений в предварительных и классификационных (утешительных) раундах, борец выбывал из турнира. В ходе турнира, таким образом, из таблицы побеждённых убывали дважды проигравшие, но она же и пополнялась проигрывающими из таблицы победителей. В конечном итоге, определялись восемь лучших борцов. Не проигравшие ни разу встречались в схватке за 1-2 место, выбывшие в полуфинале встречались с победителями утешительных схваток и победители этих встреч боролись за 3-4 места и так далее. В категории боролись 19 спортсменов. Северокорейский борец вновь уверенно провёл турнир, победив всех, и стал двукратным чемпионом Олимпийских игр.
| Круг          | Соперник          | Страна           | Результат | Основание                                 | Время схватки |
| ------------- | ----------------- | ---------------- | --------- | ----------------------------------------- | ------------- |
| 1             | Фариборз Бесарати | Швеция           | Победа    | 12-2 (за явным преимуществом) (12 баллов) | 4:36          |
| 2             | Виктор Ефтени     | Украина          | Победа    | 3-0 (3 балла)                             | 5:00          |
| Четвертьфинал | -                 | -                | -         | -                                         |               |
| Полуфинал     | Чон Сон Вон       | Республика Корея | Победа    | 3-1 (3 балла)                             | 5:25          |
| Финал         | Армен Мкртчян     | Армения          | Победа    | 5-4 (5 баллов)                            | 5:00          |

В 1997 году оставил спортивную карьеру. С 1998 по 2001 год обучался в университете KIM Hyong Jik. С 2001 по 2003 секретарь федерации борьбы Северной Кореи. С 2003 года — заместитель секретаря федерации борьбы Северной Кореи.
Член международного Зала Славы борьбы FILA

## В филателии
20 декабря 1992 года КНДР выпустила почтовую марку из серии «Победители XXV Олимпийских игр» с изображением Ким Иля, золотой медали Олимпиады, пиктограммы вольной борьбы и флага КНДР (Sc #3167). Эта марка также вошла в состав малого листа, выпущенного в упомянутой серии.